# Матиас Силвестре
Матиас Агустин Силвестре (роден на 25 септември 1984 в Мерседес, Буенос Айрес) е аржентински футболист. Играе като централен защитник. Силвестре притежава и италиански паспорт.

## Клубна кариера

### Бока Хуниорс
Силвестре започва кариерата си в аржентинския гранд Бока Хуниорс. Дебютът си в първенството прави на 23 март 2003 г. срещу Ланус, а Бока печели мача с 3-1. Малко след това Матиас се установява в стартовата единайсеторка. Общо изиграва 63 мача в първенството на Аржентина и вкарва шест гола. Макар да е централен защитник, Силвестре често е използван и като десен бек в Бока. След силен сезон през 2007 година, Силвестре се премества в Европа.

### Катания
През януари 2008 г. Силвестре преминава под наем в италианския Катания. Шестте месеца наем не са толкова успешни и Силвестре изиграва само 11 мача, като е титуляр само в пет от тях. През лятото на 2008 г. в Катания има треньорска промяна и отбора е поет от Валтер Дзенга. Силвестре е закупен за постоянно от Катания и се превръща в основна фигура в отбора. През сезон 2008/09 Матиас е част от титулярната защита на катания, която успява да спаси отбора от изпадане. През сезон 2009/10 Силвестре е играча на катания с най-много мачове за отбора през сезона. Заедно със съотборниците си Пабло Алварес, Кристиан Терлици, Николас Споли и Чиро Капуано, Силвестре заформя силна защитна линия, помагайки на отбора си да завърши с рекорден брой точки в Серия А и на рекордно високо място в класирането – 13-о. През сезон 2010/11 Силвестре е избран за капитан на отбора, след като Джузепе Маскара е продаден. Изиграва общо 116 мача за Катания и реализира седем гола. През сезона, в който е капитан, Катания отново подобрява рекорда си за най-много точки в Серия А.

### Палермо
На 9 август 2011 г. Палермо закупува Силвестре за сумата от 7.3 милиона евро. Дебютът си за отбора прави на 11 септември 2011 г. срещу Интер Милано. През сезон 2011/12 изиграва 29 мача за Палермо, в които реализира и пет гола.

### Интер
На 6 юли 2012 г. Силвестре преминава под наем в Интер до края на сезон 2012/13.

### Милан
На 30 юли 2013 г. Силвестре подписва едногодишен договор с Милан, където идва под наем от градския съперник Интер, с опция да бъде закупен за 4 милиона евро през лятото на 2014 година. Според условията на сделката, „нерадзурите“ ще получат 1 милион евро.

## Отличия

### Бока Хуниорс
- Апертура: 2003, 2005
- Клаусура: 2006
- Копа Судамерикана: 2004, 2005
- Рекопа Судамерикана: 2005, 2006
- Копа Либертадорес: 2007